# Navadni sklač
Navadni sklač (znanstveno ime Squatina squatina) je vrsta morskega psa iz družine sklačev (Squatinidae).

## Opis
Navadni sklač je talna, bentoška vrsta, ki jo ogroža intenzivno kočarjenje. 
Po zgornji strani telesa je navadni sklač enotne rjave barve z majhnimi nepravilnimi pegami, po spodnji strani pa je svetle, skoraj bele barve. Zraste laho do 1,5 metra in doseže težo tudi preko 27 kg.
Samica navadnega sklača skoti od 9 do 20 živih mladičev, vrsta pa se prehranjuje z drugimi ribami, skati, deseteronožci in školjkami. 

## Razširjenost
Ta vrsta je razširjena v severnem Atlantiku od obal južne Norveške in Švedske in Šetlandskih otokov pa vse do Maroka, Zahodne Sahare in Kanarskih otokov. Najdemo jo tudi v Sredozemskem morju z vsemi morji. Na splošno se navadni sklač zadržuje do globine 150 metrov na blatnem dnu, kjer se zakoplje v blato. Tam leži in čaka na plen, iz blata pa gledajo samo njegove oči.